# Вулиця Яши Гордієнка
Вулиця Яши Гордієнка — вулиця в місті Одеса, місцевість Слобідка. Пролягає від вулиці Івана Мазепи до Кладовищенської вулиці.
Прилучаються вулиці Левадна, Училищна, Володимира Винниченка, Праведників Світу, Слобідська та Мацієвської.

## Історія
Вулиця виникла у 1953 році під назвою Сталінська — на честь радянсько-грузинського діяча СРСР Йосипа Сталіна, у 1963 році стала називатися Гордієнко. Сучасна назва з 2003 року.